# 69-й Нью-Йоркский пехотный полк
69-й Нью-Йоркский пехотный полк (69th New York Volunteer Infantry Regiment), — представлял собой один из пехотных полков армии Союза во время Гражданской войны в США. Полк был сформирован осенью 1861 года из рядовых расформированного 69-го Нью-Йоркского полка ополчения (90-дневного ополчения) и стал первым полком Ирландской Бригады. Полк прошёл все сражения Гражданской войны на востоке от осады Йорктауна до сражения при Аппоматтоксе. 12 июня 1863 года полк был сведён в батальон из двух рот. Расформирован 30 июня 1865 года.

## Формирование
Полк был сформирован полковником Робертом Наджентом по специальному распоряжению военного департамента. Он был сформирован 2 сентября 1861 года в Нью-Йорке как часть ирландской бригады генерала Махера. Между 7 сентября и 17 ноября роты полка были приняты на службу в федеральную армию сроком на три года. В полк записались многие рядовые расформированного 69-го Нью-Йоркского полка ополчения (который был набран на 90 дней службы и участвовал в первом сражении при Булл-Ран), но большинство рядовых было набрано в Нью-Йорке. Рота D была набрана в основном в Чикаго, рота F частично в Бруклине, рота К частично в Буффало.
Полк был назван «69-й Нью-Йоркский», чтобы обозначить его преемственность от 69-го полка ополчения, прославившегося в сражении при Булл-Ран.
Первым командиром полка стал полковник Роберт Наджент, подполковником Джеймс Келли и майором Джеймс Кавана.

## Боевой путь

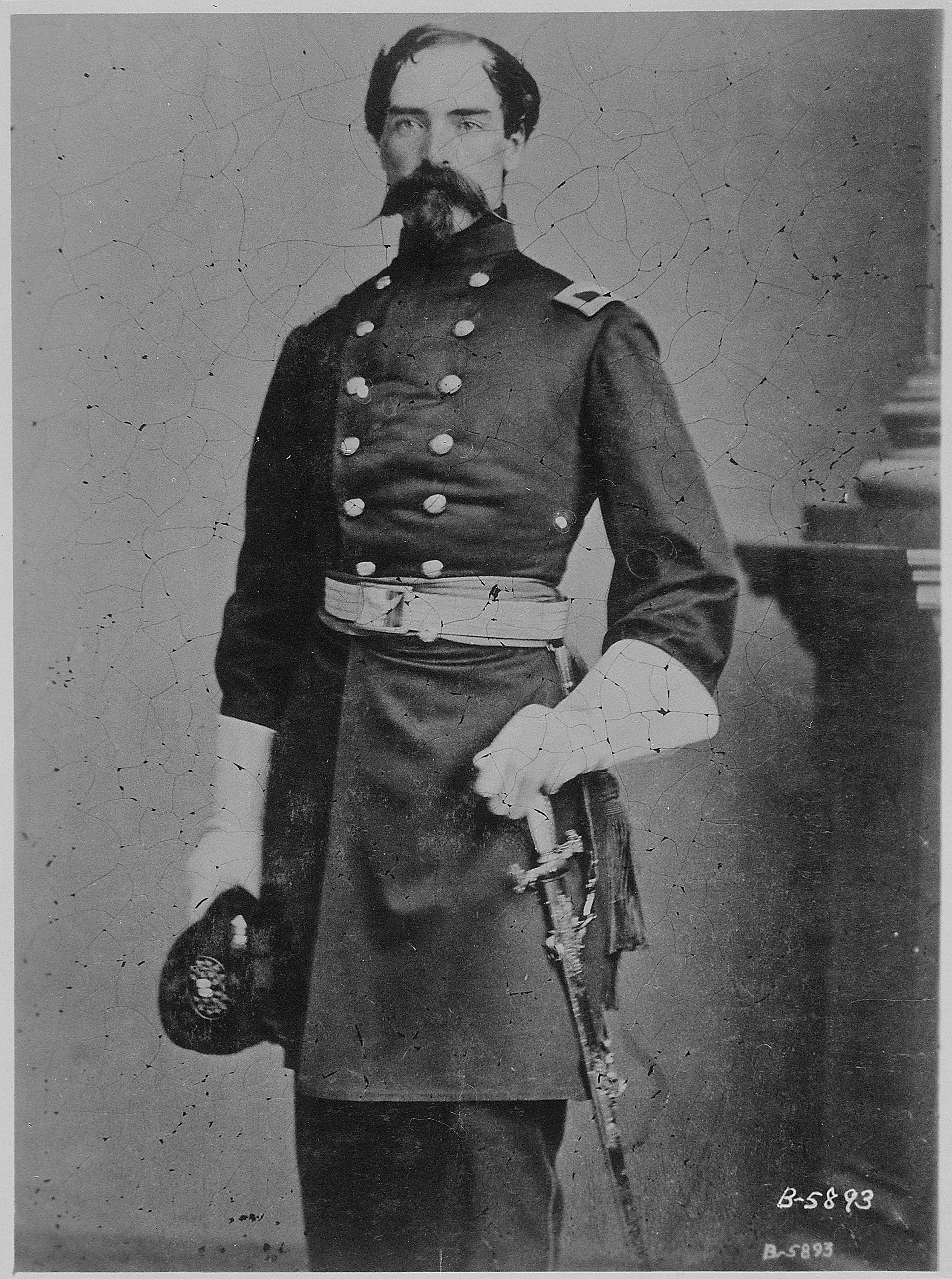
Роберт Наджент, первый командир полка

На момент формирования полк стоял в форте Скайлер. 18 ноября он покинул форт, прибыл в Нью-Йорк, где ему были вручены знамёна, затем через Филадельфию и Балтимор отправился в Вашингтон. Полк был включён в бригаду Мара — 2-ю бригаду дивизии Эдвина Самнера. Бригада размещалась в Кэмп-Калифорния, к западу от Александрии. Зима прошла в тренировках и пикетной службе, а 10 марта началось наступление армии на Манассас. Полк прошёл до реки Раппаханок, где после ряда перестрелок повернул обратно и вернулся в Кэмп-Калифорния.

### 1862
28 марта 1862 года полк был отправлен в Александрию, там погрузился на пароход Ocean Queen и был переправлен на Вирджинский полуостров. В это время началась осада Йорктауна и полк был передан в инженерную бригаду, где помогал строить укрепления. В это время рядовой Патрик Келли из роты B погиб, когда при строительных работах на него упало дерево. После сдачи Йорктауна полк участвовал в наступлении к Ричмонду, миновал Йорктаун и Уильямсберг, 31 мая перешёл Чикахомини по мосту Грейпвайн-Бридж и 1 июня принял участие в сражении при Севен-Пайнс. В этом сражении было убито 3 человека и ранено 11.
25 июня началась Семидневная битва. Полк сражался при Геинс-Милл, но поздно прибыл на поле боя и только прикрывал отступление армии. В ходе последующих боёв сражался в арьергарде, прикрывая отступление армии к Малверн-Хилл. В сражении при Малверн-Хилл полк понёс тяжёлые потери, попав под штыковую атаку 10-го Луизианского полка. Рядовой Питер Рафферти впоследствии получил Медаль Почёта за то, что отказался покинуть поле боя несмотря на ранение. В боях Семидневной битвы полк потерял 45 человек убитыми, 4 офицеров и 100 рядовых ранеными и 48 пропавшими без вести. В середине июля он насчитывал 295 человек.

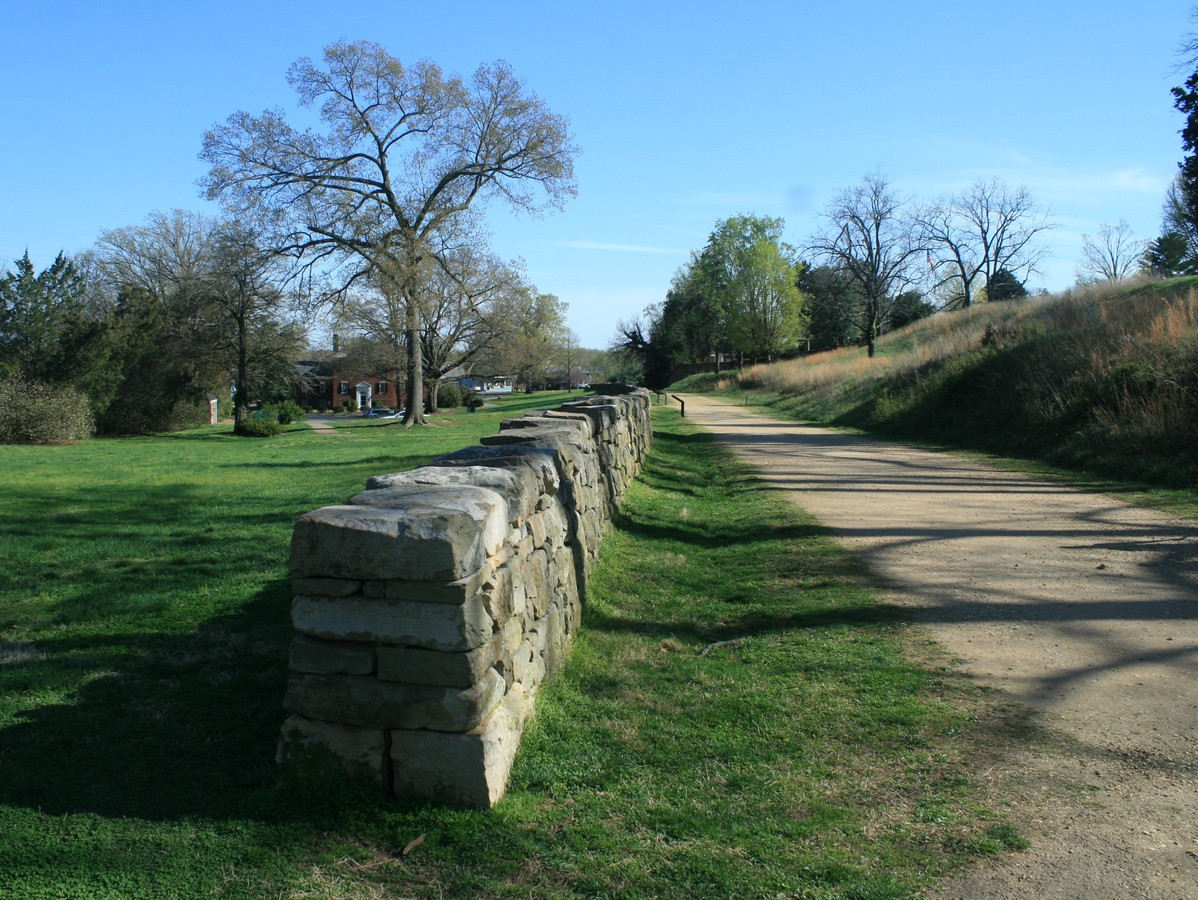
Каменная стена у высот Мари

16 августа полк был переправлен в форт Монро, откуда перемещён в Северную Вирджинию и прикрывал отступление Вирджинской армии от Манассаса. К началу Мэрилендской кампании полк насчитывал 317 человек (120 из них присоединились к полку перед сражением при Энтитеме) и числился в бригаде Мара. В ходе сражения при Энтитеме бригаду послали во фронтальную атаку позицию южан у Санкен-Роуд. При штурме этой позиции полк потерял 196 человек, в том числе знаменосца, а древко полкового знамени было перебито пулями. Ранен был и подполковник Джеймс Келли.
Осень полк провёл в Харперс-Ферри, а в ноябре принял участие в наступлении на Фалмут (так наз. Фредериксбергская кампания).
В декабре в ходе сражения при Фредериксберге бригаду Махера снова послали во фронтальную атаку позиций южан, который занимали оборону за каменной стеной у Высот Мари. Полк прорвался ближе всех к каменной стене, но его атака была отбита с тяжёлыми потерями. Было убито 24 человека, а 11 смертельно ранено. 12 офицеров и 70 рядовых были ранены, в их числе полковник Нажент. 9 человек пропало без вести. Перед сражением рядовые полка прицепили на фуражки веточки самшита. Во время перемирия, когда собирали раненых, было замечено, что погибшие с веточками на фуражках лежать ближе всего к каменной стене.

### 1865
В последние дни осады Петерсберга полк принимал участие в сражении при Уоткинс-Хаус (25 марта), где потерял 56 человек. В ходе последующей Аппоматоксской кампании полк потерял 20 человек: он сражался на Бойдтонской дороге, при Сайлерс-Крик, при Хай-Бридж и Фармвилле, и присутствовал у Аппоматтокса во время капитуляции Северовирджинской армии. 2 мая полк отправился в Вашингтон, где 23 мая принял участие в Большом Смотре. 30 июня полк был официально расформирован.